# Kaoh Khnhaer
Kaoh Khnhaer es una comuna (khum) del distrito de Sambour, en la provincia de Kratié, Camboya. En marzo de 2008 tenía una población estimada de 4317 habitantes.
Se encuentra ubicada al este del país, cerca de la orilla del río Mekong y de la frontera con Vietnam.